# Shirley Manson
Shirley Manson (ur. 26 sierpnia 1966 w Edynburgu) – szkocka wokalistka, członkini zespołu Garbage oraz aktorka. Przed przystąpieniem do zespołu Garbage była wokalistką zespołów Goodbye Mr. Mackenzie oraz Angelfish.

## Życiorys
Jej matka była piosenkarką, a ojciec zajmował się genetyką. Ma dwie siostry, jedną młodszą, drugą starszą. 
W szkole średniej była ofiarą bullyingu, co doprowadziło ją do depresji, dysmorfofobii i aktów samookaleczania.
W roku 1982 wstąpiła do zespołu rockowego Goodbye Mr. Mackenzie. Grała tam na klawiszach i śpiewała w chórku. W 1993 zespół rozpadł się, a część jego członków utworzyła grupę Angelfish z Manson jako wokalistką wiodącą. 
W roku 1994 skontaktował się z nią perkusista i producent Butch Vig, proponując miejsce w zespole Garbage, który właśnie tworzył. Po próbnych (początkowo nieudanych) przesłuchaniach Manson dołączyła do grupy i odeszła z Angelfish, które rozpadło się. 
Shirley Manson w październiku 1996 wyszła za mąż za rzeźbiarza Eddiego Farrella. Ich małżeństwo rozpadło się w 2001 roku. W 2010 roku poślubiła producenta muzycznego Billego Busha.
Za rolę w serialu Terminator: Kroniki Sary Connor otrzymała nominację do Scream Award 2009 dla najlepszej aktorki drugoplanowej (Best Supporting Actress).

## Dyskografia

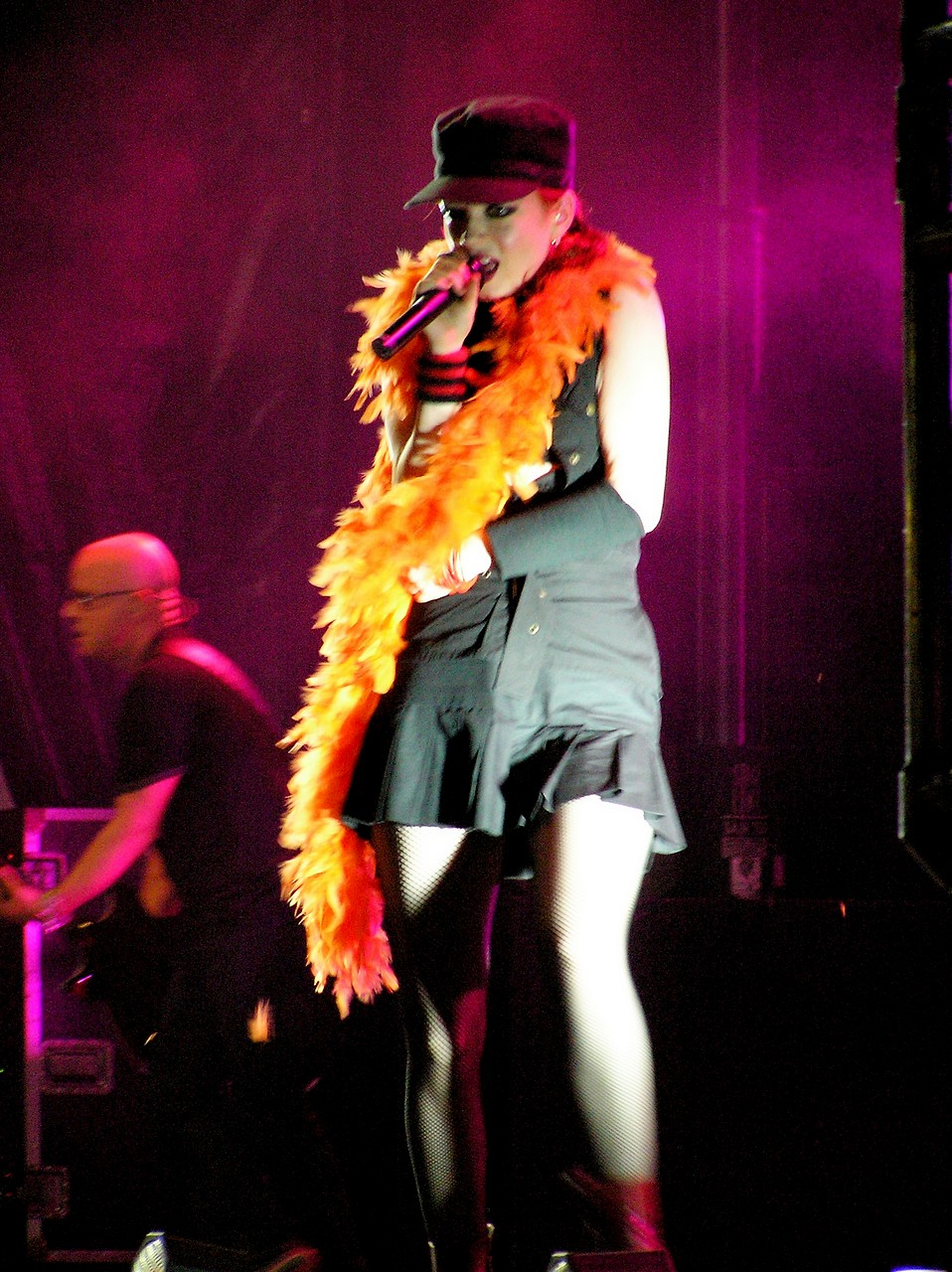
Shirley Manson podczas trasy koncertowej Bleed Like Me Tour.

### Goodbye Mr. Mackenzie
- Good Deeds and Dirty Rags (1988)
- Hammer and Tongs (1991)
- Five (1993)

### Angelfish
- Angelfish (1994)

## Filmografia
| Rok       | Tytuł                                                                     | Rola                                 | Uwagi                                                                                           |
| --------- | ------------------------------------------------------------------------- | ------------------------------------ | ----------------------------------------------------------------------------------------------- |
| 1986      | Monster Beach Party                                                       | Debbie Danco                         | Nieukończony projekt, w którym brali udział m.in. członkowie grupy The Revillos / The Rezillos. |
| 2008–2009 | Terminator: Kroniki Sary Connor (Terminator: The Sarah Connor Chronicles) | Catherine Weaver (terminator T-1001) | 17 odcinków                                                                                     |
| 2009      | Guitar Hero 5                                                             | we własnej osobie                    | postać grywalna do piosenki Garbage „Only Happy When It Rains”                                  |
| 2010      | Pancake Mountain                                                          | we własnej osobie                    | segment: „Around the World with Shirley Manson”                                                 |
| 2012      | Knife Fight                                                               | Nicole                               | niewymieniona w napisach                                                                        |